# 裸囊蹄盖蕨
裸囊蹄盖蕨（学名：Athyrium pachyphyllum）为蹄盖蕨科蹄盖蕨属下的一个种。

## 扩展阅读
- 維基物種上的相關：裸囊蹄盖蕨